# Блат
Блат (за Фасмером — від їд. בלאַט) — знайомство або зв'язки, що використовуються в особистих цілях; обмін «послугами доступу» до ресурсів в умовах економіки дефіциту і державної системи привілеїв; використання соціальних мереж і неформальних контактів для отримання дефіцитних товарів і послуг, а також вирішення різноманітних життєвих проблем. Блат є не що інше, як збочена форма соціалістичних особистісних (і водночас громадських) відносин. Термін описує взаємний обмін в радянській культурі, в якому ніякі гроші зазвичай не використовуються в обміні, а означає послугу за іншу користь. Класичний «блат» не передбачав грошової винагороди для впливових осіб. Про якісь хабарі не було і мови, бо всі були бідними.
Блат, «дах», хабарі — форми прояву квазідовірчих стосунків, що компенсують відсутність базової довіри. Блат, лобізм (корупційний лобізм), непотизм, клієнталізм (фаворитизм) зараховують до нематеріальної корупції — різновиду корупції, яка характеризується наданням послуг нематеріального характеру.
Слід зауважити, що іменник «блатний» відноситься до статусу в кримінальному світі, і зазвичай означає «член банди», «злодій».

## Поняття
Раніше в кримінальній мові слово мало наступні значення: «загальна назва злочину», «злочинний світ», «мова злочинного світу» (У 1920-х роках злочинці, якщо вони не знали людину, або якщо сумнівалися в його приналежності до кримінальників, питали: рос. «Свой? Стучишь по блату?» (Злочинець? Розмовляєш на арго?)), а після, в 1920-х роках, — «зв'язки, використані в протиправних або аморальних цілях». Сьогоднішнє значення слова «блат» — корисні зв'язки, знайомства, завдяки яким можна отримати які-небудь блага в обхід загальноприйнятих правил і законів, як правило, у збиток інтересам суспільства або держави. «По блату» — завдяки вигідному знайомству, через «потрібних» людей.
За словником Макса Фасмера, слово блат походить від єврейсько-німецького арго blat — «присвячений, згідний». Однак, на думку Фасмера і Н. М. Шанського, блат, можливо, увійшло в російську мову як запозичення через польську.
Катериною II при переселенні німців до Росії, яким надавались земля і та привілеї, як звільнення від тілесних покарань, каторги, служби у армії і т.д., що прописувалося у грамоті, яка видавалась кожному переселенцю, а також новонародженим, — ця грамота мала назву блат (від нім. Blatt — аркуш); відповідно, тих хто мав подібні документи стали називати блатними.
Слово «блат» в художній літературі вперше зафіксоване А. І. Купріним в нарисі «Злодій» (рос. «Вор»), 1895 року.
Перші роки російської революції не ознаменувалися демократизацією мови в кращому сенсі слова, тому основними контрастними особливостями радянської мови були: з одного боку, нагнітання в повсякденній мові й особливо в газетах маси книжкових термінів, в більшості своїй варваризмів, з іншого боку, утвердження в побуті і проникнення в літературну мову арготизмів — спеціальних термінів, в першу чергу злодійської мови.
|                                              | …Недарма деякі говорять: — «Говорить незрозуміло — значить більшовик…» Але найбільш найбільше засмітив мову потік тієї словесної каламуті, який піднявся з дна Революції. Найжахливіше було в тому, що цей жаргон не співіснував з добротною, створеною віковими традиціями, розмовною і літературною мовою, а в'їдався іржею в словесний ужиток всіх верств населення. В оперуванні жаргонними слівцями можна було викрити майже кожну людину, не кажучи вже про молодь: часто найпростіші слова і вирази навмисне або за інерцією замінялися «блатними». У своїй книзі «Нові слівця і старі слова» А. Горнфельд гидливо скаржився: «…виходжу на вулицю і чую уривки розмов: „спекульнул…“, „два лимона…“, „п'ятсот косих…“, „реквізнул…“, „на танцюльки прийдеш…“, „ну, даєш…“» Оригінальний текст (рос.) …Недаром некоторые поговаривают: — «Говорит непонятно — значит большевик…» Но наиболее засорившим язык явился поток той словесной мути, который поднялся со дна Революции. Самое ужасное было в том, что этот жаргон не сосуществовал с добротным, созданным вековыми традициями, разговорным и литературным языком, а въедался ржавчиной в словесный обиход всех слоев населения. В оперировании жаргонными словечками можно было уличить почти каждого человека, не говоря уже о молодежи: зачастую самые простые слова и выражения умышленно или по инерции заменялись «блатными». В своей книге «Новые словечки и старые слова» А. Горнфельд брезгливо жаловался: «…выхожу на улицу и слышу обрывки разговоров: „спекульнул…“, „два лимона…“, „пятьсот косых…“, „реквизнул…“, „на танцульку придешь…“, „ну, даешь…“» |
| — Газета «Рабочая Молодежь» (1926 г., № 113) | |

Після 1917 року злодійські слівця потоком хлинули в російську мову Частина населення навіть вважала «блатну мову» пролетарською і протиставляла її буржуазній, тобто нормованій мові.
«Блатний жаргон» в Україні, як і на теренах колишнього СРСР, побутував виключно в російськомовному варіанті, хоча українські слова теж активно проникали в російськомовне злочинне арго.
Дореволюційне слово «блат» увійшло в загальновживану російську мову при радянській владі, в середині 20-х рр. Г. Андрєєв вперше почув його на Соловках в 1927 р, а в Москві в 1935 р він зауважив, що воно міцно увійшло в повсякденну російську мову. Див. його «Витіснення влади мертвої букви» in «Русское возрождение», 1977, № 7-8. Прим .: в XIX в. «Блат» позначав «будь-який злочин», а «блатырь» (блатырь-Каин) — «конокрада», одного з найнебезпечніших злочинців.
|                                                 | Тепер зрозуміло вираз «по блату». Просто воно виявилося таким, яке найбільш точно позначає бурхливу діяльність деякої кількості людей, котрі думають, що якщо вони і не ангели, то вже у всякому разі хороші хлопці і міцні хлопці. Але їх видає вже самий вираз «по блату». Воно вийшло, як би сказати, з офіційно злодійського світу і прийшло в світ злодіїв неофіційних, які розтягували радянське майно по кишенях толстовки, по плетінкам. Це ще більш підприємливі та нахабні розкрадачі соціалістичної власності, ніж ті, хто вночі десь на товарному дворі зламує вагони, за що і підсудні за відповідною статтею. Тут є все, що передбачене кримінальним кодексом: і гортовська крадіжка зі зломом по записці, і будівельний бандитизм по протекції, і викрадення чужої квартири серед білого дня і поза всякою чергою. |
| — «Люди з гусаком» / Илья Ильф, Евгений Петров. | |

«Люди з гусаком» вперше опубліковано в газеті «Правда», 1933, 18Е, 18 січня. Друкується за текстом Зібрання творів в чотирьох томах, т. III, «Радянський письменник», М. 1939. У Центральному державному архіві літератури і мистецтва зберігається рукопис цього фейлетону під попередньою назвою «Життя по блату» (ЦГАЛИ, 1821, 58).
В російській лінгвістичній літературі слово «блат» вперше було зафіксовано у 1908 році у словнику В. Ф. Трахтенберга «Блатна музика. Жаргон в'язниці» — праці щодо вивчення ним таємної мови «блатних» (злодіїв, вуличників). В. Ф. Трахтенберг вважав, що арго походить від офенських умовних позначень, які виявив в рукописах XVII століття. Для такого твердження є вагомі підстави. У дореволюційному арго кримінальників було багато слів, запозичених з умовно-професійної мови офеней. І самі злочинці вважали, що арго збагачувалися офенськими словами.
В жодному з словникових видань філологічного характеру не вказано час виникнення «блату». Єдиною точкою відліку тут може бути та обставина, що в «Тлумачному словнику російської мови», виданому в 1935 році, слово «блат» вже є в наявності. У більш ранніх виданнях його немає. Можна сміливо назвати блат нормою повсякденності, що склалася саме на рубежі 1920-1930-х років під впливом нормованого розподілу в першу чергу продуктів харчування — аномальної ситуації в радянському суспільстві, котра і стала причиною виникнення поведінкових норм патологічного характеру, коли нормою повсякденності стає феномен «Блат» — важлива частина стратегії виживання радянської людини в умовах хронічного дефіциту й удаваної рівності.
Час появи «блату» можна визначити і за спогадами. Пітерський поет В. С. Шефнер пише:
|                                          | У ті роки (початок 1930-х) вповзло в побут слівце «блат», з'явилися «блатмейстери», тобто спритники, які по знайомству добували собі все, що хотіли Оригінальний текст (рос.) В те годы вползло в быт словечко «блат», появились «блатмейстеры», то есть ловкачи, которые по знакомству добывали себе всё, чего хотели. |
| — Шефнер В. С. Бархатный путь (стор. 83) | |

Ця норма успішно проіснувала у сфері культури харчування і після скасування карток в 1935 році, і в умовах карткової системи 1941—1947 років, і в період імперського сталінізму в післявоєнні роки. При цьому „діставання по блату“ — не єдина патологічна норма, що існувала у сфері постачання населення продуктами. „Блат“ як спосіб щось „дістати“, просунутися в кар'єрі, вступити до престижного вишу, отримати житло і т. д. перетворив радянську владу в блатну, яка діяла не за законом, а поза законно.
В умовах товарного дефіциту планової економіки придбання товарів часто залежало від знайомств із продавцями або чиновниками, які розподіляли той чи інший товар. В народних масах широкого розповсюдження отримала приказка: „Блат сильніший за Раднарком“. В часи закритих розподільників, номенклатурних пайків, черг за найнеобхіднішим, часи викачки державою золотовалютних коштовностей у населення (Торгзіни, інвалютні магазини, розкуркулення) люди створювали мережеві контури, котрі виводили їх на шукані блага: від покупки туалетного паперу до альбомів імпресіоністів, або вирішення життєвої проблеми (знайти хорошого лікаря, влаштувати дитину в інститут, отримати дозвіл на поїздку за кордон та ін.). Перше позначалося словом „дістати“, друге — „влаштувати“. Слово „блат“ використовувалось для позначення неформальних зв'язків, контактів, знайомств, а також покупок на чорному ринку.
У специфічній радянській економіці кризові явища помітно посилюються в 1970-1980-і роки. До кінця 1970-их товарний соціалізм в СРСР остаточно заходить в глухий кут — у звичайних магазинах нічого нема. Щоб щось купити, потрібно звертатися лише до фарцувальників. Населення перестає сприймати пропагандистську риторику, згідно якої відбулася перемога соціалізму. У 1980-ті роки СРСР перебуває в глибокій кризі, корупція і беззаконня стає невід'ємними атрибутами радянського життя; тіньова економіка керує державою; черги у звичайних магазинах за панчохами чи ковбасою досягають фантастичних розмірів; основним заняттям, а то й смислом життя більшості населення стає пошук знайомих, котрі мають „блат“, або можливість покупки харчових продуктів і дефіцитних товарів; товари починають продаватися з-під прилавка — система державної торгівлі повністю дискредитує себе.

## Негативні наслідки блату
- Працевлаштування за блатом створює в суспільстві сильну соціальну нерівність
- Знищується конкуренція між кадрами
- Сильно знижується мотивація для професійного та особистісного зростання
- Підвищується рівень корупції, хабарництва, бюрократії і посадового свавілля
- Як наслідок, суттєве зниження економічної і соціальної ефективності виробництва
- З'являється ефект «спадкової аристократії»
- Блат різко зменшує можливості і шанси на успіх і пристойну роботу для вихідців із неблагополучних, а також малозабезпечених сімей. Це створює сильне розшарування суспільства і, як наслідок, збільшує рівень злочинності та криміналу

## У творах мистецтва
Явищу блату у радянському суспільстві присвячено фейлетон І. Ільфа й Є. Петрова «Людина з гускою» (1933) і оповідання «Броньоване місце» (1932) (рос. «Бронированное место»).
- Склад [Архівовано 14 листопада 2015 у Wayback Machine.] (рос.) — Михайло Жванецький для Романа Карцева і Віктора Ільченка
- Свинья на радуге [Архівовано 4 березня 2016 у Wayback Machine.] (рос.) — пісня Ю. Шевчука
- х/ф «Потрібні люди» (1986)